# Alforma
Alforma ist ein Dorf in der Landgemeinde Kornaka in Niger.

## Geographie

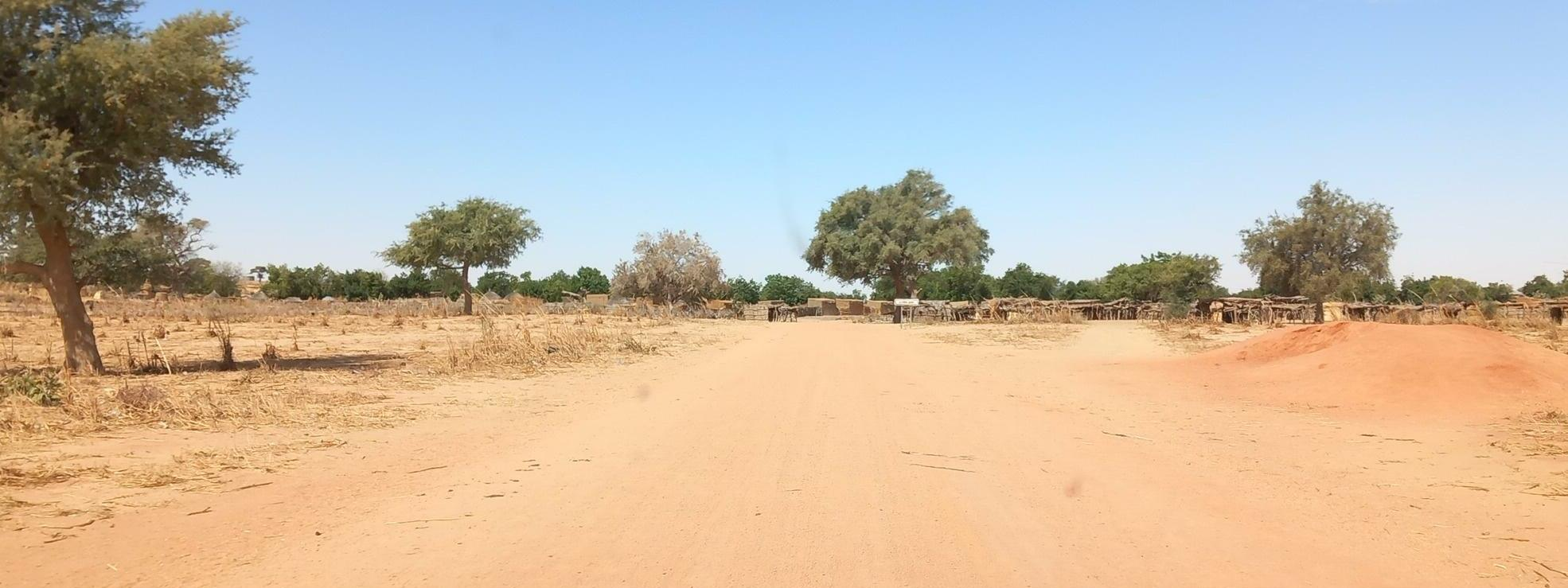
Ortsansicht von Alforma (2023)

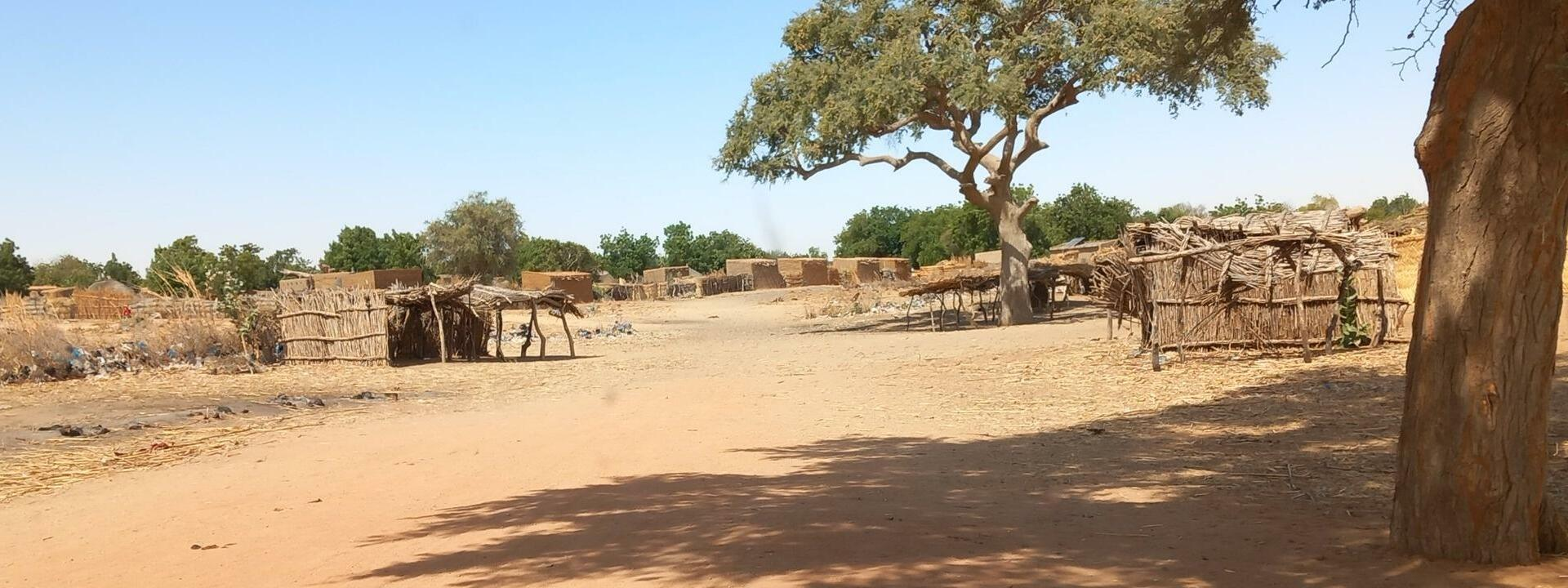
Holz- und Lehmbauten in Alforma (2023)

Das Dorf befindet sich rund 36 Kilometer nordöstlich des Hauptorts Kornaka der gleichnamigen Landgemeinde, die zum Departement Dakoro in der Region Maradi gehört. Zu den Siedlungen in der näheren Umgebung von Alforma zählen Dan Koullou und Mafarawa im Nordosten, Koudoubaraou, Guidan Wari und Sakawa Moussa im Südosten sowie Guidan Salifou und Laléwa im Südwesten.
Es herrscht das Klima der Sahelzone vor, mit einer durchschnittlichen jährlichen Niederschlagsmenge zwischen 300 und 400 mm. Die Landschaft zwischen den Trockentälern Goulbin Kaba und Tarka, in der das Dorf liegt, ist von alten, unbeweglichen Dünen geprägt.

## Bevölkerung
Bei der Volkszählung 2012 hatte Alforma 2087 Einwohner, die in 273 Haushalten lebten. Bei der Volkszählung 2001 betrug die Einwohnerzahl 1911 in 255 Haushalten und bei der Volkszählung 1988 belief sich die Einwohnerzahl auf 1463 in 242 Haushalten.
Die Bevölkerungsdichte in diesem Gebiet ist für nigrische Verhältnisse hoch.

## Wirtschaft und Infrastruktur
Das Gebiet der Ebenen im südlichen Teil der Region Maradi, wo sich Alforma befindet, ist von einer anhaltenden Degradation der ackerbaulichen Flächen gekennzeichnet, die mit der hohen Bevölkerungsdichte in Zusammenhang steht. Im Dorf ist ein Gesundheitszentrum des Typs Centre de Santé Intégré (CSI) vorhanden.